# Phytoseius averrhoae
Phytoseius averrhoae är en spindeldjursart som beskrevs av De Leon 1965. Phytoseius averrhoae ingår i släktet Phytoseius och familjen Phytoseiidae. Inga underarter finns listade i Catalogue of Life.